# Акага (ледник)
Вижте пояснителната страница за други значения на Акага.
Акага (64°33′30″ ю. ш. 60°27′40″ з. д. / 64.558333° ю. ш. 60.461111° з. д.) е ледник в българската антарктическа територия. Намира се на Бряг Норденшелд. Спуска се от югоизточните склонове на плато Детройт. Влива се в Одринския залив на море Уедъл, южно от ледник Синион и северно от ледника Арол. Картографиран е за първи път от Великобритания през 1978 г.